# کالج دیکنسون
کالج دیکنسون (به انگلیسی: Dickinson College) یک دانشگاه در ایالات متحده آمریکا است که در پنسیلوانیا واقع شده‌است.